# 小暮閣下
小暮閣下（日語：デーモン閣下/デーモンかっか，別稱：小暮傳衛門）是日本搖滾樂團的主唱兼作曲作词家，另外還是記者、作家、相撲評論家。他畢業於早稻田大學社會科學部。其姊姊是TBS電視台的新聞主播。
出生於東京的澀谷區（自稱地獄之都Bitter Valley地區），曾經在美國生活過一段時間因此有著流利的英語水準，在大學時期就以主唱的身分出道。曾出版多部暢銷書籍。與香港beyond樂隊有著深厚的友誼，曾因黃家駒的逝去而做《安魂曲》來紀念友人。
本人自稱為惡魔教教祖，歷經醜聞風波後，1994年結婚、2000年離婚、2003年再婚。其卓越之處在於有著優秀的唱腔與惡魔氣質，其素顏長相從未正式公開。

## 經歷
出生於東京澀谷區，小時候曾待過廣島，之後因為父親工作的緣故移居美國。因此當全家再搬回日本時，他的英文反而比日文更好了，這也為今後演唱各種英文歌曲提供了基礎。高中就讀於桐蔭學園高中部，其後考上早稻田大學社會科學部。他在早稻田時期加入過相當多的樂團。在學時便以的主唱身份出道，在1999年返回地獄後仍以惡魔之姿征服人間界。
創建之初名為，是由創立，後改為現今之名。跟大部分的構成員一樣，也是早稻田大學教育部的學生，在聖飢魔II確定可以出道後便決意退出，選擇過平凡人的生活。因此小暮閣下成為了樂團的靈魂人物。
BEYOND曾到日本與會面過，同時BEYOND也是的樂迷，也對BEYOND深表尊敬。認識他們不久後就聽聞了黃家駒不幸逝世的消息，受了很大的打擊，後來他在1993年9月的名古屋演唱會裡演奏了《月光光》並說「獻給交給我這首曲子的香港友人」，並在專輯《PONK!!》中為黃家駒作詞作曲並演唱《The Requiem》來紀念他。

## 惡魔之姿
最顯著的特徵就是萬年不變的顏相，因創立之初就是一個完全帶有宗教意味、惡魔意味的樂團，所以每個樂團成員的顏相就是其固定長相不能改變（髮型與服飾可變）。其中閣下因是領導者所以幾乎成為日本人公認的惡魔形象，無論是出演番組廣告，或是評論與著書授課都始終自稱為惡魔。
1999年樂團隊解散以後，其它樂團構成員都已表示惡魔已脫離自身而回歸其它星球，自己為人類而活動（素顏）。只有閣下一人至今仍為惡魔形象示人未曾改變，日本票選最想看到的素顏NO.1就是他。

## 作品

### 個人名義唱片輯
‧好色萬聲男（「小暮傳衛門」名義、1990年）

‧DEMON AS BAD MAN（「惡魔小暮」名義、1995年）

‧ASTRODYNAMICS（「!」名義、2000年）

‧SYMPHONIA（「惡魔小暮閣下」名義、2002年）

‧WHEN THE FUTURE LOVES THE PAST 〜未來が過去を愛するとき〜（「惡魔小暮閣下」名義、2003年）

‧LE MONDE DE DEMON（「小暮傳衛門」「惡魔小暮閣下」「!」名義、ベスト盤2005年）

‧GIRLS' ROCK（「惡魔小暮」名義、2007年）

‧GIRLS' ROCK √Hakurai（「惡魔小暮」名義、2008年）

‧GIRLS' ROCK 〜Tiara〜（「惡魔小暮」名義、2009年）

‧GIRLS' ROCK Best（「惡魔閣下」名義、2010年）

‧MYTHOLOGY（「惡魔閣下」名義、2012年）

### 個人名義單曲
‧LOVE ROMANCE（「惡魔小暮」名義、1985年。）

‧AGE OF ZERO!（「!」名義、2000年）

‧熱くなれ（「惡魔小暮」名義、2009年。）

‧FOREST OF ROCKS（「惡魔閣下」名義、2012年。）

### 與其他明星合作專輯
‧杉浦フィルハーモニーオーケストラ『交響組曲「ト音記號」』(1995年、Ki/oon Sony)-「魔王」歌唱

‧VA『オフ・オフ・マザー・グース』（1995年、東芝EMI）-「悪魔」歌唱

‧VA『Who Do They Think We Are?～A Tribute To Deep Purple From Japan』（1996年、BMG JAPAN）-「BURN」歌唱

‧平松愛理『Reborn』（1996年、ポニーキャニオン）-「彼方からの手紙」歌唱

‧ダミアン浜田『照魔鏡』（1996年、フライトハイ）-「失楽園へふたたび」歌唱

‧VA『RAINBOW EYES～SUPER ROCK SUMMIT II～』（1999年、ポリドール）-「MAN ON THE SILVER MOUNTAIN」歌唱

‧尾崎亜美『Amii-Phonic』（2001年、フォーライフ）-「Wisdom of Nature」作詞・歌唱

‧VA『Skill and a Shout it lets out』（2002年、VAP）-「エフ・ユー・シー・ケー」歌唱（大橋隆志作曲）

‧ミヒャエル・シャブシャブスキー『しゃぶしゃぶレンジャーのうた』（2002年、NIPPON CROWN）-作詞・作曲

‧VA『DEATH NOTE TRIBUTE』（2006年、BMGジャパン）「L↔R」作詞・作曲・歌唱

‧VA『ドラゴンボール改 ソングコレクション』（2009年、Columbia Records）-「ただ凍える輓歌～THE Theme Of FREEZER～」作詞・作曲・歌唱

‧Grand Illusion『Brand New World』（2010年、MARQUEE INC.）-「SEARCH FOR LIGHT」ゲストボーカル（Peter Sundellとデュエット）

‧VA『爆風スランプトリビュートアルバム WeLoveBakufuSlump』（2011年、クラウド・クックー・ランド）-「おしゃれな東京タワー」歌唱

‧TAKASHI O'HASHI『INDEPENDENT SOULSUNION』（2012年、R&P RECORDS）-「TIME TO TURN OVER」作詞・歌唱

‧VA『ANOTHER SOUND OF 009 RE:CYBORG』（2012年、VAP）-「空っぽの部屋-RESET TO ZERO」歌唱

### 發行DVD
‧宴會大王 〜惡魔小暮閣下晚餐秀〜（VHS1993年、DVD2003年）

‧DEMON'S ROCK SHOW!（「惡魔小暮」名義、2007年。）

‧√Hakurai -CULTURE ROCK SHOW!-（「惡魔小暮」名義、2008年）

‧DEMON'S ROCK EXPO.-THE LIVE!!-（「惡魔閣下」名義、2010年）

### 電影演出
‧YOSHIMOTO DIRECTOR'S 100　コナ・ニシテ・フウ（監督・腳本補・出演、2008年）

### 客串演出
‧MCU『A.K.A』（2007年6月20日）

‧13.UNDER MY MARTIAL LAW feat.惡魔小暮閣下

‧ストラヴィンスキー作曲「兵士の物語」（1992年錄音・發售）惡魔小暮閣下（悪魔）

‧DAMIJAW『無力な自分が許せない』（2010年2月17日）

### 短劇
‧ジブンナリ 〜自分「成り」〜（2003年）

### 著作
‧我は求め訴えたり（1987年、株式会社文藝春秋、ISBN 978-4890367078）

‧オールナイトニッポン・カセットスペシャル 10回クイズちがうね カセット版 デーモン小暮VS鴻上尚史（日本放送All Night-NIPPON・編、1988年、扶桑社、ISBN 978-4594002282）

‧大學入試シリーズ デーモン小暮の試験に出るぬらりひょん（惡魔小暮的ALL NIGHT NIPPON・編、1988年、日本放送出版、ISBN 978-4594003623）

‧夜中の學校12「悪魔の人間學」（1993年、マドラ出版）

‧デーモン・オーケンのハッスル巌流島（1994年、日本放送出版、ISBN 978-4594013875）

### 出演番組
（其為日本著名搞笑藝人）

‧ひるおび!（TBS電視台、水曜日コメンテーター）

‧E電視0655&2355（NHK教育頻道、早安歌曲：「toi toi toi!」）

‧早安日本（NHK綜合頻道、不定期）

‧VIDEO JAM（朝日電視台）

‧夕やけニャンニャン（富士電視台）

‧夢で逢えたら（富士電視台）

‧RRR（讀賣電視台）

‧デーモン小暮のオールナイトニッポン（日本放送）

‧聖飢魔IIの電波帝國（文化放送）

‧デーモン・オーケンのラジオ巌流島（日本放送）

‧デーモン小暮のラジ王（JFN）

‧ラジオふるさと総世紀末計畫・デーモン小暮の世紀末語るシス（JRN系各局）

‧HOT'n HOT お気に入りに追加!（日本放送）

‧CX-NUDE DX（富士電視台）

‧夜だMONDE（名古屋電視台）

‧Plug in Tokyo（JFN、2003年10月加入、2004年9月番組終了）

‧デーモン小暮 ニッポン全國 ラジベガス（2005年3月28日 - 2005年9月30日日本放送）

‧GATCHA!（日本電視台）

‧ロック鳴缶II（日本電視台）

‧地球☆ゴーラウンド（NHK綜合頻道・BShi、- 2006年3月）

‧つながるテレビ@ヒューマン（NHK綜合頻道）

‧今日焦點（日本放送協會、2007年11月7日）

‧Sumo's Winning Ways〜The Enigma of the 82 KIMARITE〜（NHKデジタル教育マルチ編成、2008年8月26日英語主音聲・日本語副音聲放送番組）

‧噂的達人（TBS電視台）

‧賴瑞金現場（CNN）

‧2時っチャオ!（TBS電視台）

‧對戰！相撲（J Sports ESPN）

‧無題音樂會（佐渡裕指揮）

‧假日專訪（NHK綜合頻道、2013年3月20日）

‧デーモン閣下の日本のエネルギーを學ぼう、考えよう （日本放送）

### 演員
‧ウォナビーズ（OVA、1986年）マネージャー役

‧蝙蝠俠（映畫、1989年）ジョーカー役（傑克·尼克遜）の日本語吹き替え聲優

‧超神伝說うろつき童子魔胎伝（成人指定アニメ、1990年）ミュンヒハウゼン2世役

‧搖滾歌劇「哈姆雷特」（舞台、1994年）亡霊/墓堀り役

‧桃太郎道中記（テレビゲーム、1997年）ボンビー大魔王役

‧劇團☆新感線「星の忍者～Stranger in a StrangeStar」（舞台、1995年）愛喰我王役

‧東寶音樂劇「灰姑娘的故事」（舞台、2003年・2005年）灰姑娘的爸爸/魔法師/お城のネズミ役

‧怪談狂言「耳なし芳一」（舞台、2004年）安徳天皇役

‧avex JUKEBOX MUSICAL「ココロノカケラ」（舞台、2008年）ダーク役

‧音樂劇「三文オペラ」（舞台、2009年）ピーチャム役

‧TRICK×LOGIC（PSP推理遊戲、2010年） - 閻魔大王ヤマ・ラージャ役

‧假面騎士×假面騎士 Wizard & Fourze MOVIE大戰Ultimatum（映畫、2012年） - ザタン（聲） 役

### 廣告CM
‧富士軟片寫ルンです

‧コーセークリリア（メイク落とし）

‧朝日啤酒『アサヒダブルゼロカクテル』